# یگان (فصل ۱)
فصل اول سریال یگان در سال ۲۰۰۶ و در ۱۳ قسمت ساخته شد.

## شخصیت‌ها

### بازیگران اصلی
دنیس هایسبرت در نقش سرهنگ جوناس بلین رهبر عملیات‌های گروه
اسکات فلی در نقش باب براون عضو تازه‌وارد گروه
مکس مارتینیدر نقش مک گرهاردت یکی از اعضای گروه
مایکل ایربی در نقش چارلز گری عضو دیگر گروه که مجرد است.
رابرت پاتریک در نقش ژنرال توماس رایان فرمانده گروه که دستورات را ابلاغ می‌کند.
دمور بارنز در نقش هکتور ویلیامز یکی دیگر از اعضای گروه

### بازیگران فرعی
رجینا تیلور در نقش مالی بلین
آدری مری اندرسون در نقش کیم براون
ابی برامل در نقش تیفی گرهادرت
آنجل وین‌رایت در نقش ستوان دوم بتسی بلین
| آلیسا شافر در نقش سرنا براون

### بازیگران دوره ای
کاویتا پاتیل در نقش کایلا مداوار
ربکا پیدگئون در نقش شارلوت رایان یک بانوی فرمانده
آنجل وین‌رایت در نقش ستوان دوم بتسی بلین
| آلیسا شافر در نقش سرنا براون

## قسمت‌ها

### اولین پاسخ
قسمت اول با دیالوگ‌هایی به زبان فارسی و با نمایش یکی از عملیات‌های واحد دلتا در افغانستان آغاز می‌شود.
باب براون همراه با همسرش کیم براون به منطقه نظامی وارد می‌شوند تا باب به واحد دلتا بپیوندد. همسرش در ابتدا در این مورد ترید دارد اما یک حادثه هواپیما ربایی و حضور باب در عملیات نجات مسافران، او را وادار به تجدید نظر می‌کند.

### استرس
این تیم، به جز باب در آفریقا برای بازیابی جزء رادیولوژیک ماهواره ای سقوط کرده چینی مستقر می‌شوند. باب باید با خانواده اش، که هنوز هم محل جدید را قبول نکرده، و بازجویی از نماینده FBI رسیدگی کند. در همین حال، همسران برای دادن آرامش به همسر یک سرباز هستند که در عملیات کشته شد.

### امنیت
گروه به بیروت اعزام می‌شوند تا از فروش اطلاعات هسته‌ای روس‌ها به سفارت ایران در بیروت جلوگیری کنند. در این قسمت در سفارت ایران عکسهایی از محمود احمدی‌نژاد هم دیده می‌شود. از سویی دیگر توماس رایان سعی می‌کند به رابطه نامشروعش با تیفی گرهاردت پایان دهد اما مک قبول نمی‌کند. در حالی که کیم براون آنها را در حال ورود به هتل دیده و این قضیه را با ماری بلین در میان گذاشته‌است.

### فداکاری
گروه دلتا و گروه آلفا به افغانستان اعزام می‌شوند تا یکی از مقامات بلندپایه طالبان را ترور کنند. اما گروه آلفا در موقعیت بسیار بدی قرار می‌گیرد. از سویی دیگر مالی متوجه اعتیاد ران چیلز می‌شود. کیم براون هم به دنبال شغل به یک شبکه رادیویی می‌رسد.

### ب گ م ف
این تیم برای شرکت درآموزش تغییر و سیر تکاملی محیط زیست گیاهان و جانوران ب گ م ف (بقاء، گریز، مقاومت، فرار) در نظر گرفته شده‌است. با اعضا مثل اسرای جنگی رفتار می‌شود. آنها تحت محدودیت‌های ذهنی و جسمی قرار می‌گیرند که توسط دکتر شارلوت اجرا می‌شود. در آن سو کیم مبارزه با خود را برای یافتن دوباره خدا، یا کافر شدن آغاز کرده‌است.

### سیر کردن بچه‌ها
یک دلال اسلحه در برزیل قصد دارد هفت موشک زمین به هوا به اسلامگرایان تندرو بفروشد. تیم برای جلوگیری از این معامله به برزیل اعزام می‌شود. از سویی دیگر مشکلات خانواده‌های ارتشی باعث می‌شود کیم تصمیم بگیرد تغییراتی ایجاد کند. هکتور ویلیامز هم به خواستگاری دختر مورد علاقه اش می‌رود در حالی که دختر از شعل هکتور خبر ندارد.

### اعلام نشده
باب برای حفاظت از وزیر خارجه آمریکا و تحت پوشش یک فرمانده جهت آموزش سربازان به آفریقا اعزام شده‌است اما مأموریت او و جان وزیر به خطر می‌افتد. در خانه‌ها هم مالی بلین، در بنگاه یک مشتری خوب پیدا می‌کند که خانه‌اش را به قیمت خوبی می‌فروشد. کیم براون، مورد حمله یک سرباز قرار می‌گیرد.

### مواجهه
در مراسمی که برای کشتگان ارتشی برگزار می‌شود پسری جوان از جوناس دربارهٔ سرنوشت پدرش سؤال می‌کند. در سویی دیگر یکی از زنان بیوه سعی می‌کند باب را اغوا کند. مالی هم مشتری را دوباره پیدا می‌کند…

### روحیه، رفاه، تفریح
گروه برای خنثی کردن یک بمب به آتلانتا اعزام می‌شوند و باب در سفری که در ابتدا تفریحی به نظر می‌رسد، به دنبال یک جاسوس است که اطلاعات نیروی هوایی را به چین می‌فروشد. باب برای اولین بار از همسرش در این مأموریت کمک می‌گیرد